# Burgruine Kohlstädt
Die Burgruine Kohlstädt, auch Kleine Herrenburg genannt, wurde vermutlich um 1000 bis 1200 n. Chr. errichtet. Ihr Standort liegt im südlichen Teutoburger Wald, genauer im lippischen Ort Kohlstädt in der Gemeinde Schlangen nahe dem Ufer des Baches Strothe.
Die Ruine der Niederungsburg befindet sich in Privatbesitz und darf wegen Steinschlaggefahr nicht betreten werden.

## Geschichte
Die Mauerwerkstechnik und die archäologischen Funde, besonders die Ergebnisse der Teilausgrabungen von Leo Nebelsiek aus dem Jahre 1932, weisen auf eine Entstehung der Burg um 1100 hin. Wahrscheinlich wurde sie von den Schwalenberger Grafen, den Schutzvögten des Klosters Corvey, errichtet. 1365 ging die Burg in die Hände der Edelherren zur Lippe über und bot ihnen einen Schutz Richtung Paderborn. Da die Herrenburg bereits gegen Ende des 14. Jahrhunderts von ihren Bewohnern verlassen und daraufhin dem stetigen Verfall preisgegeben wurde, ist heute nur noch eine Ruine übrig geblieben.

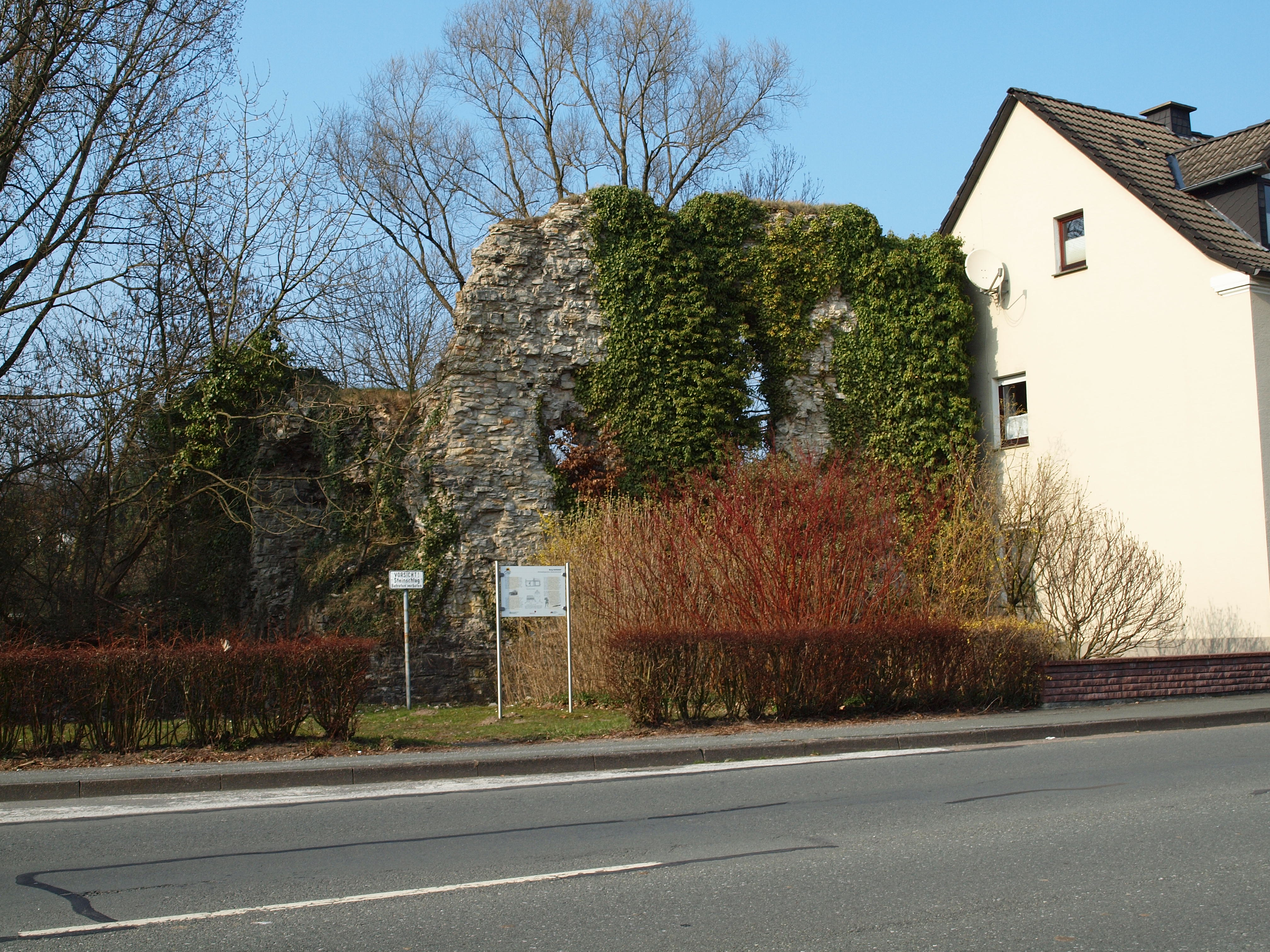
Die Burgruine Kohlstädt liegt an der Lippspringer Straße

## Nutzung
Über die Jahrhunderte hinweg gab es immer wieder unterschiedlichste Deutungen zur Nutzung der Burg: Einerseits ganz praktische wie z. B. als Eisenschmelze oder Kalkofen, andererseits aber auch mythische wie beispielsweise als Heidenkirche aus vorchristlicher Zeit oder Turm der Veleda. Im Jahre 1704 wurden Schatzgräber bestraft, die sich durch abergläubisches Zeremoniell besonderen Erfolg versprachen. Heute ist sie als ehemalige Zoll- und Versorgungsstation bekannt, die einst den Pass über die Kleine Egge mit dem Kreuzungspunkt am Sennehellweg schützte und kontrollierte.

## Bauweise
Als sichtbarer Überrest fällt das stabile, fast 2,40 m dicke Mauerwerk auf, in dem ursprünglich 15 cm breite und 1 m hohe Schlitze zu Verteidigungszwecken ausgespart waren. Diese Mauern wurden mit einer speziellen Technik, dem sogenannten unechten Fischgrätmuster erstellt und sind noch bis zu 12 m hoch. Sie bilden die Reste eines quadratischen Wehrturmes, der einen Zugang im ersten Obergeschoss aufweist. Die oberen Stockwerke erreichte man mittels einer Wendeltreppe. Des Weiteren sind noch die Fundamente eines seitlich an den Turm angeschlossenen Nebengebäudes vorhanden. Aus Gründen der besseren Verteidigung wurde die gesamte Burganlage einst auf einem Hügel erbaut (s. Motte). Dieser ist heute kaum noch zu erkennen.